# NRK
 Der er for få eller ingen kildehenvisninger i denne artikel, hvilket er et problem. Du kan hjælpe ved at angive troværdige kilder til de påstande, som fremføres i artiklen.

NRK (Norsk rikskringkasting) er en national norsk public service-udbyder af radio og tv. Med sit udbud af radio- og tv-kanaler udgør NRK den norske pendant til DR.
De to sendere Lyngdal og Hovdefjell i det sydligste Norge har en rækkevidde, der tillader modtagelse med almindelige antenner i Hanstholm og det nordligste Vendsyssel. Inden kabel-tv og satellit-tvudsendelser startede, var der derfor kun omkring 50.000 i Danmark, der kunne modtage NRK. Siden slutningen af 1980'erne har programmerne været i kabel-tv-udbuddet i det meste af Danmark.

## Radio og TV

### Radio
- NRK P1 (den ældste radiostation med de fleste radiolyttere, distriktsradio, sport)
- NRK P2 (kulturkanalen)
- NRK P3 (en lidt mere ungdommelig og lys radiokanal)
- NRK Sámi (FM-radio på samisk i Oslo og de samiske områder, digital radio, netradio, TV: daglige nyhedsudsendelser i samarbejde med SVT)

#### Digital radio- og netradiokanaler
NRK P1+, NRK P13, NRK mP3, NRK Gull, NRK Sport, NRK Barn, NRK 5.1, NRK P1 Oslofjord, NRK P3 Urørt, NRK Klassisk, NRK Alltid Nyheter, NRK Folkemusikk, NRK Jazz, NRK Metro, NRK Stortinget, NRK P3s National Rap Show, NRK P3 Pyro, NRK P3 Radioresepsjonen.

### TV
- NRK1 (Hovedkanal, sender også regionalt TV)
- NRK2 (Dokumentar og kultur)
- NRK3 (Underholdning)
- NRK Super (Børn)
- NRK1 Tegnspråk

### Distriktsudsendelser for NRK P1 (Radio) og NRK1 (TV)
- NRK Hedmark og Oppland for Hedmark og Oppland fylker
- NRK Hordaland for Hordaland fylke
- NRK Møre og Romsdal for Møre og Romsdal fylke
- NRK Nordland for Nordland fylke
- NRK Rogaland for Rogaland fylke
- NRK Sogn og Fjordane for Sogn og Fjordane fylke
- NRK Sørlandet for Aust-Agder og Vest-Agder fylker
- NRK Troms og Finnmark for Troms og Finnmark fylker
- NRK Trøndelag for Sør-Trøndelag og Nord-Trøndelag fylker
- NRK Østafjells for Buskerud, Vestfold, og Telemark fylker
- NRK Østfold for Østfold fylke
- NRK Østlandssendingen for Oslo og Akershus fylker

### NRK Super bliver NRK3
NRK Super skifter fra at være kanal for børn til at sende underholdning, fra et tidspunkt om aftenen og kaldes derefter NRK3.

### NRK HDTV
NRK1 HD, NRK2 HD og NRK3 HD er HDTV- versioner af NRK1, NRK2 og NRK3.

## Bestyrelsesformænd for NRK
Det er regeringen, der udnævner radiorådsformændene (styreleder i NRK). Der er som regel erhvervsfolk eller politikere, der bliver formænd for NRKs bestyrelse. 
- Før 1986: Gustav ter Jung (1928 – 2007), bankdirektør bl.a. for Christiania Bank og Kreditkasses afdeling i Bergen.
- 1986 – 1990: Halvor Stenstadvold (født 1944), borgmester i Bærum 1978 – 1979, statssekretær i Forbruger- og administrationsdepartementet 1981 – 1984.
- 1990 – 1998: Trygve Ramberg (1932 – 2002), chefredaktør for Aftenposten.
- 1998 – 2000: Kåre Willoch (født 1928), statsminister 1981 – 1986.
- 2000 – 2001: Torger Reve (født 1954), rektor for Norges Handelshøyskole.
- 2001 – 2004: Anne Carine Tanum (født 1954), boghandler og forlagsejer.
- 2004 – 2006: Eldbjørg Løwer (født 1943), arbejds- og administrationsminister 1997 – 1999, forsvarsminister 1999 – 2000.
- 2006 – 2009: Hallvard Bakke (født 1943), handels- og skibsfartsminister 1976 – 1979, kultur- og videnskabsminister 1986 – 1989.
- 2010 – 2014: William Nygaard (den yngre) (født 1943).
- 2014 – nu: Birger Magnus (født 1955), tidligere tilknyttet McKinsey og tidligere chef for mediekoncernen Schibsted, bestyrelsesformand for bl.a. Aftonbladet, Svenska Dagbladet, Aftenposten, Verdens Gang, Storebrand og Statoil.